# Claire Bretécher
Claire Bretécher (Nantes, 17 de abril de 1940-París,10 de febrero de 2020) fue una historietista francesa, célebre por obras satíricas como "Los frustrados" o "Agripina".

## Biografía
Nacida en Nantes en el seno de una familia de la pequeña burguesía, trabajó como profesora de bachillerato durante una breve temporada. Tras dedicarse a la ilustración, realizó Le Facteur Rhésus con guiones de René Goscinny en 1962 para L'Os à Moelle. Durante los siguientes años, publicaría en Tintín (1965-66), Spirou (1967-71) o Pilote en un estilo cada vez más influenciado por el de Reiser. 
En 1972, funda con Marcel Gotlib y Mandryka L'Écho des savanes, pero colabora también en Le Sauvage y el 15 de octubre de 1973 inicia su serie "Los frustrados" para el semanario Nouvel Observateur, en la que satiriza a la izquierda acomodada de la que forma parte. Vive entonces en un estudio en Montmartre y está casada con un fotógrafo, y llega a participar en una "cena de intelectuales de izquierda organizada por el Presidente de la República, Valéry Giscard d'Estaing". Con esta serie, se convierte, para el crítico Roland Barthes en el "mejor sociólogo francés" a lo que la nantesa respondería, divertida, que "en realidad, siempre tuve la impresión de que dibujaba historietas".
Desde 1976, editó sus propios álbumes: 'Le Cordon Infernal', 'La Vie Passionnée de Thérèse d'Avila', 'Les Mères', 'Le Destin de Monique', 'Docteur Ventouse, Bobologue', 'Tourista' y 'Agrippine'.
Falleció el 11 de febrero de 2020 a los 79 años.

## Premios
- 1975, Mejor autor francés en el Festival Internacional de la Historieta de Angulema, Francia
- 1987, Premio Adamson al Best International Comic Book Cartoonist, Suecia
- 1999, Premio de humor en el Festival Internacional de la Historieta de Angulema
- 2002, Nominada a los mejores diálogos en Festival Internacional de la Historieta de Angulema

## Ediciones
En francés, se ha publicado el siguiente material:

### Cellulite
- 1972, Les États d'âme de Cellulite
- 1974, Les Angoisses de Cellulite

### Los frustrados
- 1975, Les Frustrés
- 1977, Les Frustrés 2
- 1978, Les Frustrés 3
- 1979, Les Frustrés 4
- 1980, Les Frustrés 5

### Agrippine
- 1988, Agrippine (editado por la autora)
- 1991, Agrippine prend vapeur (editado por la autora)
- 1993, Les combats d'Agrippine (editado por la autora)
- 1995, Agrippine et les inclus (editado por la autora)
- 1998, Agrippine et l'ancêtre (Hyphen)
- 2001, Agrippine et la secte à Raymonde (Hyphen)
- 2004, Allergies (Hyphen)
- 2009, Agrippine déconfite (Dargaud)

### Otros
- 1973, Salades de saison (Dargaud)
- 1976, Les Gnangnan (Glénat)
- 1977, Baratine et Molgaga (Glénat)
- 1977, Le Bolot occidental (editado por la autora)
- 1977, Fernand l'orphelin (5 episodios de 4 páginas para Le Trombone illustré)
- 1978, Le Cordon infernal (editado por la autora)
- 1980, La Vie passionnée de Thérèse d'Avila (reedición)
- 1982, Les Mères editado por la autora)
- 1984, Tourista (editado por la autora)
- 1984, Le Destin de Monique (reedición, editado por la autora)
- 1985, Docteur Ventouse, bobologue (editado por la autora)
- 1986, Docteur Ventouse, bobologue 2 (editado por la autora)
- 1996, Mouler, démouler (editado por la autora)
- 1999, Moments de lassitude (catálogo de una exposición, Hyphen)

### Ediciones en español
En España, algunas historietas de Los frustrados han podido verse en la revista Totem desde su número 2 (1977).
"Los frustrados", fueron publicados 4 álbumes en rústica por GRIJALBO-DARGAUD S.A. entre 1982 y 1984. Numerados del 1 al 4.
Editados en rústica por Norma Editorial, S.A. en 2008: "Aripina y su Antepasada" y en 2009: "Agripina está Confusa".
Ediciones Beta, S.A. publicó de  la serie Agripina, 5 álbumes en cartoné entre 1998 y 2001: "Doctor Corral Medicina General", "El Destino de Mónica", "madres", "Agripina" y "Las Trifulcas de Agripina".
Editado en rústica por Ediciones Amaika en el año 1984:"La apasionada vida de Teresa de Jesús".
Editado en rústica por Norma Editorial, S.A. en 2007: "Una Saga Genética: el Destino de Mónica".